# Енадай (езеро)
Езерото Енадай (на английски: Ennadai Lake) е 11-о по големина езеро в канадската територия Нунавут. Площта му, заедно с островите в него е 681 км2, която му отрежда 61-во място сред езерата на Канада. Площта само на водното огледало без островите е 669 км2. Надморската височина на водата е 311 м.
Езерото се намира в югозападната част на територия Нунавут, на 26 км североизточно от езерото Касба и на 69 км северозападно от езерото Нюелтин. Дължината му от североизток на югозапад е 84 км, а максималната му ширина – 23 км.
Енадай има силно разчленена брегова линия, с множество заливи, полуострови, протоци и острови с обща площ от 12 км2.
През езерото от югозапад на североизток протича река Казан, идваща от езерото Касба и вливаща се от юг в езерото Бейкър.
На североизточното крайбрежие на езерото, на 61°05′58″ с. ш. 100°53′44″ з. д. / 61.099444° с. ш. 100.895556° з. д. има постоянно функционираща метеорологична станция.
Езерото е открито и първично картирано през 1894 г. от канадския геолог и картограф Джоузеф Тирел.